# Litoral de Aracati
Litoral de Aracati is een van de 33 microregio's van de Braziliaanse deelstaat Ceará. Zij ligt in de mesoregio Jaguaribe en grenst aan de Atlantische Oceaan in het oosten, de deelstaat Rio Grande do Norte in het zuiden, de microregio Baixo Jaguaribe in het westen en de mesoregio Norte Cearense in het noordwesten en noorden. De microregio heeft een oppervlakte van ca. 2148 km². Midden 2004 werd het inwoneraantal geschat op 104.008.
Vier gemeenten behoren tot deze microregio:
- Aracati
- Fortim
- Icapuí
- Itaiçaba

Mesoregio's: Centro-Sul Cearense · Jaguaribe · Metropolitana de Fortaleza · Noroeste Cearense · Norte Cearense · Sertões Cearenses · Sul Cearense

Microregio's: Baixo Curu · Baixo Jaguaribe · Barro · Baturité · Brejo Santo · Canindé · Cariri · Caririaçu · Cascavel · Chapada do Araripe · Chorozinho · Coreaú · Fortaleza · Ibiapaba · Iguatu · Ipu · Itapipoca · Lavras da Mangabeira · Litoral de Aracati · Litoral de Camocim e Acaraú · Médio Curu · Médio Jaguaribe · Meruoca · Pacajus · Santa Quitéria · Serra do Pereiro · Sertão de Crateús · Sertão de Inhamuns · Sertão de Quixeramobim · Sertão de Senador Pompeu · Sobral · Uruburetama · Várzea Alegre